# Erik Ring
Erik Ring, född i Uppsala 1972, är en i Sverige verksam violinist och altviolinist. Han studerade bl.a. för Kurt Lewin och för Henrik Frendin vid Musikhögskolan i Malmö. Erik är medlem i Aniarakvartetten sedan bildandet 1995 och är aktiv som kammarmusiker med inspelningar för skivbolagen Intim Musik, Chambersound och Vanguard.

## Diskografi
- 2004 – Contemporary Works for String Quartet and Accordeon (Intim Musik) IMCD 088 [1]
- 2006 – "Shostakovich Sonatas" (Intim Musik IMCD 102 [2]
- 2007 – Anna-Lena Laurin: Piece from the Silence, String Quartet No. 1 (Vanguard Music Boulevard) VMBCD105 [3]
- 2008 – Ocular" (Chamber Sound) CSCD08038 [4]